# Uvulaire flap
De uvulaire flap is een medeklinker waarvan niet bekend is of hij voorkomt als foneem in een of meerdere talen. De klank is tot dusver alleen waargenomen als allofoon, dat wil zeggen een betekenisloze variant van een andere klank:
- Van een initiële glottisslag in het Zuid-Okanagaans[1]
- Van/ɡ/? in lettergrepen in het Supyire,[2]
- Van de velaire laterale fricatief in het Wahgi.[3]

De klank vertoont overeenkomsten met de gangbaardere uvulaire tril, en is waarschijnlijk een enkele tril dan een flap. 
De klank kent geen eigen symbool in het Internationaal Fonetisch Alfabet. Meestal wordt daarom het symbool voor de uvulaire tril gebruikt, [ʀ].
Deze pagina bevat fonetische informatie in het IPA, die in sommige browsers mogelijk niet correct wordt weergegeven.
Waar symbolen in paren voorkomen, vertegenwoordigt het rechter teken een stemhebbende medeklinker. Gearceerde gebieden bevatten medeklinkers die worden beschouwd als onuitspreekbaar.
Zie ook: IPA, Klinkers